# Antichiropus vittatus
Antichiropus vittatus är en mångfotingart som beskrevs av Karl Wilhelm Verhoeff 1924. Antichiropus vittatus ingår i släktet Antichiropus och familjen orangeridubbelfotingar. Utöver nominatformen finns också underarten A. v. dorsalis.